# Кастрільйо-Техер'єго
Кастрільйо-Техер'єго (ісп. Castrillo-Tejeriego) — муніципалітет в Іспанії, у складі автономної спільноти Кастилія-і-Леон, у провінції Вальядолід. Населення — 207 осіб (2010).
Муніципалітет розташований на відстані близько 150 км на північ від Мадрида, 30 км на схід від Вальядоліда.

## Демографія
Динаміка населення (INE ):